# Felipe Marques
Felipe Marques (...) è un giocatore di football americano brasiliano, che gioca come defensive end per i Vasco Almirantes.